# Municipio de San Pedro Coxcaltepec Cántaros
El municipio de San Pedro Coxcaltepec Cántaros (en náhuatl: cuzcalt ‘joya’, tepetl ‘cerro’) es un municipio de 851 habitantes situado en el Distrito de Nochixtlán, Oaxaca, México.
Forma parte de reserva de la biosfera Tehuacán-Cuicatlán.

## Demografía
En el municipio habitan 851 personas, de las cuales, 8% hablan una lengua indígena. Existe un grado de marginación muy alto, el 53.14% de la población vive en condiciones de pobreza extrema. La mayoría de su población se integra por adultos mayores, debido a que no existen fuentes de empleo para los jóvenes que al concluir la educación secundaria emigran a la ciudad en busca de fuentes de empleo.

## Organización
San Pedro Coxcaltepec Cántaros cuenta con 2 agencias, San Isidro Yododeñe, es agencia municipal y San Juan Ixtaltepec es agencia de policía.